# Longchuanacris
Longchuanacris is een geslacht van rechtvleugeligen uit de familie veldsprinkhanen (Acrididae). De wetenschappelijke naam van dit geslacht is voor het eerst geldig gepubliceerd in 1989 door Zheng & Fu.

## Soorten
Het geslacht Longchuanacris omvat de volgende soorten:
- Longchuanacris bidentata Zheng & Liang, 1985
- Longchuanacris curvifurcula Mao, Ren & Ou, 2007
- Longchuanacris lobata Niu & Ou, 2011
- Longchuanacris macrofurcula Zheng & Fu, 1989
- Longchuanacris microfurcula Niu & Zheng, 2011
- Longchuanacris virida Mao & Ou, 2007